# 榎原依那
榎原依那（1997年10月16日—），日本女性寫真偶像、擁有一對肥厚碩大又渾圓的美胸而成為新一代巨乳女神。

## 人物
榎原依那2024年2月出道成為寫真偶像，姣好身材在社群媒體上人氣爆紅。
- 2024年10月23日發售的的第一本寫真集「Inaism」、曾於台灣墾丁進行拍攝。
- 2024年12月23日「グラジャパ！アワード2024」獲得最優秀新人賞。
- 2025年2月6日獲得首屆FRIDAY GRADEMY AWARD的獲得MVG（Most Valuable Gravure）大獎。

### 軼事
- 2024年7月19日，X（原推特）上有網友發布一張榎原依那與《BLEACH》角色井上織姬的迷因對比圖、共通點都是只有吃麵包與超大美胸、相似度過於震撼，本人也在自己X帳號上追推這則貼文。[5]

## 作品

### 雜誌
- ヤングマガジン No.18（2024年4月1日、講談社）

### 寫真集
- 榎原依那 ファースト・インパクト FRIDAYデジタル写真集（2024年02月29日、講談社）[4]

## 外部連結
- 榎原依那推特
- 榎原依那Instagram
- 榎原依那的TikTok